# Koualio (Zamo)
Ne doit pas être confondu avec Koualio (Ténado).
Koualio est une commune rurale située dans le département de Zamo de la province de Sanguié dans la région du Centre-Ouest au Burkina Faso.

## Économie
Bien que traversée par la ligne de chemin de fer reliant Ouagadougou à Abidjan, la commune ne possède pas de gare permettant le développement de l'économie locale.

## Éducation et santé
La commune accueille une école primaire.